# Sorotchinsk
Sorotchinsk (en russe : Сорочинск) est une ville de l'oblast d'Orenbourg, en Russie, et le centre administratif du raïon de Sorotchinsk. Sa population s'élevait à 27 088 habitants en 2020.

## Géographie
Sorotchinsk est située sur la rivière Samara, un affluent de la Volga, à 151 km au nord-ouest d'Orenbourg, à 220 km au sud-est de Samara et à 1 077 km à l'est-sud-est de Moscou.

## Histoire
L'origine de la ville remonte la fondation de la forteresse Sorotchinskaïa (Сорочинская) en 1737. Elle fut ensuite un village connu sous le nom de Sorotchinskoïe (Сорочинское), qui accéda au statut de commune urbaine en 1932 puis à celui de ville en 1945 et fut alors rebaptisée Sorotchinsk.

## Population
Recensements (*) ou estimations de la population
| 1939*  | 1959*  | 1970*  | 1979*  | 1989*  | 2002*  |
| ------ | ------ | ------ | ------ | ------ | ------ |
| 17 863 | 19 359 | 23 235 | 24 739 | 26 721 | 30 136 |

| 2010*  | 2012   | 2013   | 2014   | 2015   | 2016   |
| ------ | ------ | ------ | ------ | ------ | ------ |
| 29 249 | 28 988 | 28 728 | 28 549 | 28 367 | 28 136 |

| 2017   | 2018   | 2019   | 2020   | - | - |
| ------ | ------ | ------ | ------ | - | - |
| 27 912 | 27 547 | 27 164 | 27 088 | - | - |